# Lijst van rijksmonumenten in Bolsward
De stad Bolsward telt 79 inschrijvingen in het rijksmonumentenregister. Hieronder een overzicht. 
Voor meer afbeeldingen zie de categorie Rijksmonumenten in Bolsward op Wikimedia Commons.
| Object | Oorspronkelijke functie?  | Bouwjaar | Architect | Locatie               | Coördinaten?                 | Nr.?   | Afbeelding |
| --- | ------------------------- | --- | --- | --------------------- | ---------------------------- | ------ | --- |
| Vijf traveeën breed pand onder hoog schilddak met hoekschoorsteen met borden                                               | Gebouw                    | 18e eeuw | | Appelmarkt 5          | 53° 3' 44" NB, 5° 31' 19" OL | 9800   | Meer afbeeldingen                                                                                               |
| Woonhuis met verdieping onder voor afgeschuind zadeldak met schoorsteen                                                    | Woonhuis                  | rond 1780 | | Appelmarkt 9          | 53° 3' 43" NB, 5° 31' 18" OL | 9801   | Meer afbeeldingen                                                                                               |
| Klein pand onder zadeldak tegen trapgevel met kantblokken                                                                  | Winkel                    | 1582 (oorspr.) 1741 (verbouwing) | | Appelmarkt 13         | 53° 3' 43" NB, 5° 31' 16" OL | 9802   | Meer afbeeldingen                                                                                               |
| Pand met verdieping en rechte kroonlijst onder zadeldak met voorschild                                                     | Werk-woonhuis             | rond 1780 | | Appelmarkt 8          | 53° 3' 43" NB, 5° 31' 18" OL | 9803   | Meer afbeeldingen                                                                                               |
| Pand onder zadeldak tegen halsgevel met aanzetkrullen                                                                      | Woonhuis                  | 18e eeuw | | Bagijnestraat 3       | 53° 3' 55" NB, 5° 31' 36" OL | 9804   | Meer afbeeldingen                                                                                               |
| Pand met verdieping met omlijste ingang en gootlijst met consoles onder zadeldak met voorschild                            | Woonhuis                  | 1968 (restauratie begane grond) | | Bagijnestraat 11      | 53° 3' 57" NB, 5° 31' 36" OL | 9805   | Meer afbeeldingen                                                                                               |
| Pand onder zadeldak tegen trapgevel                                                                                        | Woonhuis                  | | | Bagijnestraat 8       | 53° 3' 56" NB, 5° 31' 36" OL | 9806   | Pand onder zadeldak tegen trapgevel                                                                             |
| Broerekerk | Kerk en kerkonderdeel     | vanaf 1281 hersteld in 1623 en 1779 1903-1907 (restauratie) 1986 (hersteld na brand) 2006 (overkapping)                                                  | Ed. Cuypers (rest. 1903-1907) Jelle de Jong (2006)                                                                          | Broereplein 10        | 53° 3' 43" NB, 5° 31' 32" OL | 9807   | Meer afbeeldingen                                                                                               |
| Woonhuis met verdieping met voorbouw onder dwars schilddak en achterbouw onder zadeldak                                    | Woonhuis                  | tussen 1770 en 1790 | | Broerestraat 13       | 53° 3' 46" NB, 5° 31' 31" OL | 9808   | Meer afbeeldingen                                                                                               |
| Uit twee huizen bestaand pand onder groot schilddak                                                                        | Werk-woonhuis             | | | Dijkstraat 9          | 53° 3' 42" NB, 5° 31' 11" OL | 9809   | Uit twee huizen bestaand pand onder groot schilddak                                                             |
| Pand onder zadeldak tegen gevel met grote trappen waartegen gebeeldhouwde klauwstukken                                     | Woonhuis                  | midden 18e eeuw | | Dijkstraat 23         | 53° 3' 42" NB, 5° 31' 9" OL  | 9810   | Meer afbeeldingen                                                                                               |
| Monsma State | Woonhuis                  | 1709 (oorspr.) 19e eeuw (schuur) | | Franekerstraat 25     | 53° 4' 8" NB, 5° 31' 29" OL  | 9811   | Meer afbeeldingen                                                                                               |
| Martinikerk | Kerk en kerkonderdeel     | 11e eeuw (oorspr.) 1446-1466 (verbouwing) restauraties in 1908-1909, 1955-1958 en 1987-1988                                                              | A. Baart jr. (rest. 1955-1958)                                                                                              | bij Groot Kerkhof 24  | 53° 3' 53" NB, 5° 31' 35" OL | 9812   | Meer afbeeldingen                                                                                               |
| Pand onder zadeldak tegen gevel met grote trappen waarin gebeeldhouwde klauwstukken                                        | Woonhuis                  | 1731 | | Grootzand 15          | 53° 3' 38" NB, 5° 31' 13" OL | 9813   | Meer afbeeldingen                                                                                               |
| Pand onder hoog zadeldak tegen in de top gewijzigde klokgevel met aanzetkrullen                                            | Woonhuis                  | | | Grootzand 17          | 53° 3' 38" NB, 5° 31' 13" OL | 9814   | Meer afbeeldingen                                                                                               |
| Pand onder zadeldak tegen klokgevel met gebeeldhouwde bekroning waarop siervaas                                            | Woonhuis                  | 18e eeuw | | Grootzand 8           | 53° 3' 40" NB, 5° 31' 13" OL | 9816   | Pand onder zadeldak tegen klokgevel met gebeeldhouwde bekroning waarop siervaas                                 |
| Huize Sint Martinus | Gebouw                    | | | Grote Dijlakker 5     | 53° 3' 46" NB, 5° 31' 22" OL | 9817   | Meer afbeeldingen                                                                                               |
| Pand onder zadeldak tegen herbouwde trapgevel                                                                              | Woonhuis                  | 1889 (herbouw gevel met 17e-eeuwse elementen) | | Grote Dijlakker 13    | 53° 3' 48" NB, 5° 31' 23" OL | 9818   | Meer afbeeldingen                                                                                               |
| Pand onder zadeldak tegen rijk versierd met klauwstukken versierde halsgevel                                               | Woonhuis                  | 1729 | | Grote Dijlakker 15    | 53° 3' 48" NB, 5° 31' 23" OL | 9819   | Meer afbeeldingen                                                                                               |
| Pand met opgehaalde voorbouw onder laag schilddak met twee hoekschoorstenen en achterbouw onder zadeldaken                 | Woonhuis                  | rond 1780 (verhoging voorhuis) 19e eeuw (aanbouw achterzijde)                                                                                            | | Grote Dijlakker 19    | 53° 3' 49" NB, 5° 31' 24" OL | 9820   | Meer afbeeldingen                                                                                               |
| Woonhuis onder zadeldak tegen klokgevel met aanzetkrullen                                                                  | Woonhuis                  | 18e eeuw | | Grote Dijlakker 27    | 53° 3' 50" NB, 5° 31' 26" OL | 9821   | Woonhuis onder zadeldak tegen klokgevel met aanzetkrullen                                                       |
| Pand onder zadeldak tegen halsgevel bekroond door fronton                                                                  | Woonhuis                  | 18e eeuw | | Grote Dijlakker 29    | 53° 3' 51" NB, 5° 31' 26" OL | 9822   | Meer afbeeldingen                                                                                               |
| Deel van een vijf traveeën breed pand waarvan de middelste drie een flauw risaliet vormen                                  | Woonhuis                  | 18e eeuw | | Grote Dijlakker 31-32 | 53° 3' 51" NB, 5° 31' 27" OL | 9823   | Meer afbeeldingen                                                                                               |
| Pand zonder verdieping onder pannen schilddak met topschoorsteen en dakkapel                                               | Werk-woonhuis             | eerste helft 16e eeuw derde kwart 19e eeuw (winkelpui)                                                                                                   | | Grote Dijlakker 47    | 53° 3' 54" NB, 5° 31' 30" OL | 9824   | Meer afbeeldingen                                                                                               |
| Pand onder zadeldak tegen halsgevel                                                                                        | Woonhuis                  | 18e eeuw | | Grote Dijlakker 12    | 53° 3' 48" NB, 5° 31' 23" OL | 9825   | Meer afbeeldingen                                                                                               |
| Woonhuis onder zadeldak met voorschild en topschoorsteen                                                                   | Woonhuis                  | rond 1780 | | Grote Dijlakker 18    | 53° 3' 49" NB, 5° 31' 24" OL | 9826   | Meer afbeeldingen                                                                                               |
| Eenvoudig woonhuis met omlijste ingang en rechte kroonlijst                                                                | Woonhuis                  | | | Grote Dijlakker 20    | 53° 3' 49" NB, 5° 31' 25" OL | 9827   | Meer afbeeldingen                                                                                               |
| Eenvoudig woonhuis met rechte kroonlijst en zesruitsvensters                                                               | Woonhuis                  | | | Grote Dijlakker 28    | 53° 3' 51" NB, 5° 31' 26" OL | 9828   | Eenvoudig woonhuis met rechte kroonlijst en zesruitsvensters                                                    |
| Woonhuis onder zadeldak tegen halsgevel met aanzetkrullen en bekroond door fronton                                         | Woonhuis                  | 18e eeuw | | Grote Dijlakker 30    | 53° 3' 51" NB, 5° 31' 26" OL | 9829   | Woonhuis onder zadeldak tegen halsgevel met aanzetkrullen en bekroond door fronton                              |
| Deel van vijf traveeën breed pand waarvan de middelste drie een flauw risaliet vormen                                      | Gebouw                    | | | Grote Dijlakker 32    | 53° 3' 51" NB, 5° 31' 27" OL | 9830   | Deel van vijf traveeën breed pand waarvan de middelste drie een flauw risaliet vormen                           |
| Woonhuis onder zadeldak met voorschild met schoorsteen met bord                                                            | Woonhuis                  | 18e eeuw | | Grote Dijlakker 38    | 53° 3' 52" NB, 5° 31' 28" OL | 9831   | Meer afbeeldingen                                                                                               |
| Heeremahuis | Gebouw                    | rond 1500 (oorspr.) verbouwd ca. 1525, ca. 1550, ca. 1610 en ca. 1830 1974 (restauratie)                                                                 | | Heeremastraat 8       | 53° 3' 42" NB, 5° 31' 28" OL | 9832   | Meer afbeeldingen                                                                                               |
| Pand met verhoogde voorbouw onder dwarskap tussen topgevels bekroond door schoorstenen met borden                          | Woonhuis                  | tussen 1770 en 1790 | | Jongemastraat 7       | 53° 3' 42" NB, 5° 31' 23" OL | 9833   | Pand met verhoogde voorbouw onder dwarskap tussen topgevels bekroond door schoorstenen met borden               |
| Pand zonder verdieping met rechte kroonlijst en gebeeldhouwde cartouche                                                    | Woonhuis                  | 1740 | | Jongemastraat 9       | 53° 3' 42" NB, 5° 31' 23" OL | 9834   | Meer afbeeldingen                                                                                               |
| Pand met verdieping onder schilddak met hoekschoorstenen waarop bord                                                       | Woonhuis                  | rond 1780 | | Jongemastraat 11      | 53° 3' 42" NB, 5° 31' 24" OL | 9835   | Meer afbeeldingen                                                                                               |
| Stadhuis van Bolsward | Overheidsgebouw           | 1614-1617 1768 (bordes) 1894-1895 (restauratie) 1941-1943 (uitbreiding) 1955 (restauratie)                                                               | J. Gijsberts J. van Nijs (bordes) N. van Kleef (rest. 1894-1895) A. Baart sr. (uitbr. 1941-1943) J.J.M. Vegter (rest. 1955) | Jongemastraat 2       | 53° 3' 43" NB, 5° 31' 23" OL | 9836   | Meer afbeeldingen                                                                                               |
| Pand onder zadeldak tegen trapgevel met overhoekse toppilaster                                                             | Werk-woonhuis             | 17e eeuw | | Kerkstraat 32         | 53° 3' 47" NB, 5° 31' 26" OL | 9837   | Pand onder zadeldak tegen trapgevel met overhoekse toppilaster                                                  |
| Bakstenen pand met schilddak met door schoorstenen geaccentueerde nokhoeken                                                | Dienstwoning              | | | Kerkstraat 1          | 53° 3' 44" NB, 5° 31' 25" OL | 9838   | Bakstenen pand met schilddak met door schoorstenen geaccentueerde nokhoeken                                     |
| Pand met verdieping en schilddak                                                                                           | Woonhuis                  | rond 1600 (achterhuis) eerste helft 17e eeuw (voorhuis) 19e eeuw (voorgevel)                                                                             | | Kerkstraat 3          | 53° 3' 45" NB, 5° 31' 25" OL | 9839   | Meer afbeeldingen                                                                                               |
| Hendrik Nanneshof | Gebouw                    | | | Kerkstraat 31         | 53° 3' 47" NB, 5° 31' 28" OL | 9840   | Meer afbeeldingen                                                                                               |
| Hid Herohof (voormalig weeshuis)                                                                                           | Gebouw                    | 1553 (oorspr.) begin 17e eeuw (uitbreiding) 1808 (achtervleugel) 1865 (nieuw hoofdgebouw) 1875/1877 (vervanging achtervleugel) gewijzigd in 1951 en 1978 | L. Levoir (1865) H. Bouma (1875/1877)                                                                                       | Kerkstraat 51         | 53° 3' 50" NB, 5° 31' 31" OL | 9841   | Meer afbeeldingen                                                                                               |
| Pandjes met door boogfries overkraagde zijgevel boven het water met hogerop een drievoudige tandlijst                      | Woonhuis                  | 16e eeuw (tandlijst) | | Kerkstraat 38         | 53° 3' 47" NB, 5° 31' 27" OL | 9842   | Meer afbeeldingen                                                                                               |
| Pand met verdieping onder zadeldak met voorschild waarboven schoorsteen                                                    | Woonhuis                  | 1625 (kern waarsch. ouder) 19e eeuw (pui) | | Kleine Dijlakker 4    | 53° 3' 46" NB, 5° 31' 24" OL | 9843   | Pand met verdieping onder zadeldak met voorschild waarboven schoorsteen                                         |
| Uit twee bouwlichamen bestaand winkelwoonhuis                                                                              | Werk-woonhuis             | rond 1540 (achterdeel, verm.) tweede kwart 17e eeuw (voorhuis, mog.) 1873 (winkelpui)                                                                    | | Kleine Dijlakker 17   | 53° 3' 49" NB, 5° 31' 26" OL | 9844   | Meer afbeeldingen                                                                                               |
| Voormalig Hotel Wiebes | Handel en kantoor         | midden 19e eeuw 1880 (uitbreiding) | | Marktplein 1          | 53° 3' 41" NB, 5° 31' 14" OL | 9845   | Meer afbeeldingen                                                                                               |
| Vier traveeën breed eenvoudig pand onder hoog schilddak met twee hoekschoorstenen waarop borden                            | Handel en kantoor         | | | bij Marktplein 1      | 53° 3' 41" NB, 5° 31' 13" OL | 9846   | Meer afbeeldingen                                                                                               |
| Pand met verdieping onder voor afgeschuind zadeldak met topschoorsteen waarop bord                                         | Woonhuis                  | | | Marktplein 4          | 53° 3' 41" NB, 5° 31' 12" OL | 9847   | Pand met verdieping onder voor afgeschuind zadeldak met topschoorsteen waarop bord                              |
| Pand met verdieping onder zadeldak met voorschild waarboven topschoorsteen met bord                                        | Woonhuis                  | | | Marktstraat 3         | 53° 3' 41" NB, 5° 31' 21" OL | 9848   | Meer afbeeldingen                                                                                               |
| Pand met verdieping onder schilddak met twee hoekschoorstenen                                                              | Woonhuis                  | | | Marktstraat 5         | 53° 3' 42" NB, 5° 31' 20" OL | 9849   | Meer afbeeldingen                                                                                               |
| Pand met twee verdiepingen onder dwarskap tussen zijtopgevels waarboven topschoorstenen                                    | Woonhuis                  | tussen 1770 en 1790 | | Marktstraat 9         | 53° 3' 41" NB, 5° 31' 18" OL | 9850   | Pand met twee verdiepingen onder dwarskap tussen zijtopgevels waarboven topschoorstenen                         |
| Pand met verdieping onder zadeldak met voorschild en topschoorsteen                                                        | Woonhuis                  | | | Marktstraat 17        | 53° 3' 41" NB, 5° 31' 15" OL | 9851   | Meer afbeeldingen                                                                                               |
| Pand met verdieping onder zadeldak, kroonlijst met consoles, versierde dakkapel en topschoorsteen met bord                 | Woonhuis                  | 18e eeuw | | Marktstraat 2         | 53° 3' 42" NB, 5° 31' 21" OL | 9852   | Meer afbeeldingen                                                                                               |
| Pand met verdieping onder zadeldak met voorschild en topschoorsteen                                                        | Woonhuis                  | | | Marktstraat 4         | 53° 3' 42" NB, 5° 31' 20" OL | 9853   | Meer afbeeldingen                                                                                               |
| Woonhuis met verdieping en zolderverdieping onder zadeldak tegen hoge rijk versierde klokgevel                             | Woonhuis                  | 1715 (gevel) 1954 (restauratie) | | Marktstraat 6         | 53° 3' 41" NB, 5° 31' 19" OL | 9854   | Meer afbeeldingen                                                                                               |
| Pand met verdieping met rechte kroonlijst met triglyphen onder zadeldak met voorschild waarboven topschoorsteen            | Woonhuis                  | | | Marktstraat 8         | 53° 3' 41" NB, 5° 31' 19" OL | 9855   | Pand met verdieping met rechte kroonlijst met triglyphen onder zadeldak met voorschild waarboven topschoorsteen |
| Woonhuis met verdieping en rechte rechte kroonlijst met consoles en versierd bovenlicht                                    | Woonhuis                  | rond 1780 | | Marktstraat 10        | 53° 3' 41" NB, 5° 31' 18" OL | 9856   | Woonhuis met verdieping en rechte rechte kroonlijst met consoles en versierd bovenlicht                         |
| Woonhuis met verdieping onder hoog zadeldak met voorschild waarboven topschoorsteen en dakkapel                            | Woonhuis                  | rond 1780 | | Marktstraat 14        | 53° 3' 42" NB, 5° 31' 17" OL | 9857   | Woonhuis met verdieping onder hoog zadeldak met voorschild waarboven topschoorsteen en dakkapel                 |
| Pand met verdieping met versierde kroonlijst onder zadeldak met voorschild, topschoorsteen en halfrond beëindigde dakkapel | Dienstwoning              | 19e eeuw (versieringen kroonlijst) | | Marktstraat 16        | 53° 3' 41" NB, 5° 31' 16" OL | 9858   | Meer afbeeldingen                                                                                               |
| Boerderij van het kop-hals-romptype                                                                                        | Boerderij                 | | | Marneweg 64           | 53° 4' 17" NB, 5° 30' 22" OL | 9859   | Upload foto |
| De Klaver | Industrie- en poldermolen | 1802 1980-1981 (restauratie) | | Marneweg 15           | 53° 4' 18" NB, 5° 30' 14" OL | 9860   | Meer afbeeldingen                                                                                               |
| Tadema's molen | Industrie- en poldermolen | 1824 2001/2002 (restauratie) | | Marneweg 2            | 53° 3' 52" NB, 5° 30' 1" OL  | 9861   | Meer afbeeldingen                                                                                               |
| Pand met topgevel van gele steen en metselwerk met vlechtingen                                                             | Werk-woonhuis             | | | Nieuwmarkt 9          | 53° 3' 45" NB, 5° 31' 18" OL | 9862   | Pand met topgevel van gele steen en metselwerk met vlechtingen                                                  |
| Eenvoudig woonhuis onder schilddak met hoekschoorstenen en aangebouwd pand onder apart zadeldak                            | Woonhuis                  | | | Nieuwmarkt 26         | 53° 3' 46" NB, 5° 31' 15" OL | 9863   | Eenvoudig woonhuis onder schilddak met hoekschoorstenen en aangebouwd pand onder apart zadeldak                 |
| Sint Anthonygasthuis | Gebouw                    | 1778-1781 1874 (vleugel) 1918-1920 (restauratie) 1958 (verbouwing)                                                                                       | J. Nooteboom H. Bouma (vleugel 1874) G.J. Veenstra (rest. 1918-1920) 1958 (verbouwing)                                      | Nieuwmarkt 38         | 53° 3' 46" NB, 5° 31' 14" OL | 9864   | Meer afbeeldingen                                                                                               |
| Pand onder zadeldak tegen gepleisterde trapgevel met toppilaster en verdiepingsvenster in het midden                       | Woonhuis                  | | | Rijkstraat 7          | 53° 3' 44" NB, 5° 31' 21" OL | 9865   | Meer afbeeldingen                                                                                               |
| Woonhuis onder voor afgeschuind zadeldak bekroond door topschoorsteen                                                      | Woonhuis                  | rond 1790 | | Skilwijk 11           | 53° 3' 44" NB, 5° 31' 10" OL | 9866   | Meer afbeeldingen                                                                                               |
| Doopsgezinde kerk | Kerk en kerkonderdeel     | midden 19e eeuw | | Skilwijk 29           | 53° 3' 46" NB, 5° 31' 11" OL | 9867   | Meer afbeeldingen                                                                                               |
| Resten omwalling en omgrachting                                                                                            | Gebouw                    | eind 16e eeuw | | Stadscentrum          | 53° 3' 55" NB, 5° 31' 36" OL | 9868   | Meer afbeeldingen                                                                                               |
| Sint-Franciscusbasiliek | Kerk en kerkonderdeel     | 1932-1933 | P. Bellot en H.C. van de Leur                                                                                               | Grote Dijlakker 8     | 53° 3' 47" NB, 5° 31' 21" OL | 512818 | Meer afbeeldingen                                                                                               |
| Pastorie St.Fransiscusbasiliek                                                                                             | Kerkelijke dienstwoning   | 1933 | H.C. van de Leur | Grote Dijlakker 7     | 53° 3' 47" NB, 5° 31' 22" OL | 512819 | Pastorie St.Fransiscusbasiliek                                                                                  |
| Julianapark | Tuin, park en plantsoen   | 1913 | M. Meijer | t.o. Snekerstraat 56  | 53° 3' 34" NB, 5° 31' 52" OL | 512821 | Meer afbeeldingen                                                                                               |
| Julianapark, toegangspartij                                                                                                | Erfscheiding              | 1913 | | t.o. Snekerstraat 56  | 53° 3' 34" NB, 5° 31' 52" OL | 512822 | Julianapark, toegangspartij                                                                                     |
| Julianapark, tuinmanswoning                                                                                                | Bijgebouwen kastelen enz. | 1914 | onbekend | t.o. Snekerstraat 56  | 53° 3' 38" NB, 5° 31' 54" OL | 512823 | Julianapark, tuinmanswoning                                                                                     |
| Julianapark, muziektent | Welzijn, kunst en cultuur | 1922 | J.P. Postma | t.o. Snekerstraat 56  | 53° 3' 38" NB, 5° 31' 54" OL | 512824 | Julianapark, muziektent                                                                                         |
| Voormalige naaischool | Onderwijs en wetenschap   | 1876-1877 | J. Bouwman | Jongemastraat 8       | 53° 3' 44" NB, 5° 31' 26" OL | 512825 | Voormalige naaischool                                                                                           |
| Winkelwoonhuis in neorenaissance-stijl met neoclassicistische elementen                                                    | Werk-woonhuis             | 1889 | onbekend | Jongemastraat 25      | 53° 3' 43" NB, 5° 31' 26" OL | 512826 | Winkelwoonhuis in neorenaissance-stijl met neoclassicistische elementen                                         |
| Sociëteit De Doele | Vergadering en vereniging | 1867 | G.H. van der Werf | Nieuwmarkt 24         | 53° 3' 46" NB, 5° 31' 16" OL | 512827 | Meer afbeeldingen                                                                                               |
| Sint Anthonygasthuis, Streekje                                                                                             | Sociale zorg, liefdadigh. | 1907 1977 (renovatie) | J. Dijkstra Azn | Nieuwmarkt 35-49      | 53° 3' 45" NB, 5° 31' 13" OL | 512828 | Upload foto |
| Julianapark, Eisma-bank | Tuin, park en plantsoen   | 1936 | J.P. Postma | t.o. Snekerstraat 56  | 53° 3' 34" NB, 5° 31' 52" OL | 512829 | Julianapark, Eisma-bank                                                                                         |